# MTV Hits (Europe)
Pour les articles homonymes, voir MTV Hits.
MTV Hits est une chaîne de télévision européenne créée en 27 mai 2014. Elle était diffusée en France sur Canalsat et Numericable jusqu'au 17 novembre 2015, date à laquelle elle a été remplacée par sa version française.

## Historique
Le 27 mai 2014, MTV Hits, MTV Rocks, MTV Dance et VH1 ne diffusent plus aucune publicité et programmes de téléachat en dehors du Royaume-Uni et de l'Irlande, la version pan-européenne a été lancée.
Le 17 novembre 2015, les chaînes MTV subissent une réorganisation, MTV Base, MTV Pulse et MTV Idol ne sont désormais plus qu'une seule chaîne : MTV Hits. My MTV, une chaîne personnalisable multi-écrans est créée. MTV Rocks est retirée de CanalSat tandis que sur Numericable, pour ne pas retirer de chaînes, MTV Dance est lancée et VH1 et VH1 Classic font leur retour.
Elle n'est plus diffusée à Monaco (sur Monaco Telecom) depuis le 17 janvier 2017 où la version française est disponible.
Elle avait cessé sa diffusion dans l'ensemble du Benelux à compter du 1er octobre 2017.
La chaîne remplace VIVA en Hongrie sur certaines plateformes le 3 octobre 2017.
La chaîne a cessé sa diffusion sur Sky Italia le 2 mai 2020.
La version latino-américaine de MTV Hits est remplacée par la version européenne le 5 août 2020, commençant alors à devenir globale.
Elle est diffusée en Allemagne depuis le 6 janvier 2021, et est de nouveau diffusée sur l'ensemble du Benelux depuis le 1er février 2021 en remplacement des versions allemandes et néerlandaises de MTV Brand New,. Un second arrêt de sa distribution aux Pays-Bas est fixé pour le 1er janvier 2025 et n'est déjà plus distribuée dans le reste du Benelux
La chaîne a cessé sa diffusion en Russie, le 1er juillet 2021.
La version australienne de MTV Hits est à son tour remplacée par la version européenne le 1er août 2023, puis la version anglaise, originellement diffusée dans toute l'Europe, est fusionnée le 1er août 2024.

## Émissions
- Non-Stop Hits
- Party Hits
- Today's Top Hits
- Worldwide Hits

## Identité visuelle (logo)

Logo du 27 mai 2014 au 5 avril 2017
Logo du 5 avril 2017 au 14 septembre 2021
Logo depuis le 14 septembre 2021

## Annexe